# Otto Wong
Otto James Wong (Paramaribo, 11 september 1917 – 1982?) was een Surinaams ambtenaar en politicus van de NPS.
Hij werd geboren als zoon van Edwin Theophilus Octave Wong (1895-1942) en Louise Helena Reine Reeberg (1895-1922). Zijn vader was onderwijzer en werd in 1927 benoemd tot districtscommissaris van Marowijne. Otto Wong verhuisde in 1936 van Moengo naar Amsterdam waar hij ging studeren bij de Middelbaar Technische School „Amsterdam". Rond 1938 was hij voorzitter van het corps van leerlingen van die school. Hij trouwde daar in 1944 met Georgette Johanna Seylhouwer (*1918). Terug in Suriname trad hij in 1946 als technisch-ambtenaar in dienst bij het Departement van Openbare Werken en werd onderhoofd bij het emplacement Beekhuizen. Verder was hij voorzitter van de Vereniging van afgestudeerde Middelbaar Technici in Suriname. Daarnaast was hij actief in de politiek.
Nadat het Statenlid A.L.R. Smit in 1948 was opgestapt was Wong bij de daaropvolgende tussentijdse verkiezingen de kandidaat voor de NPS. Hij werd verkozen tot lid van de Staten van Suriname en bij de algemene verkiezingen een jaar later werd hij herkozen. In 1951 waren er weer verkiezingen en toen werd hij niet herkozen. Later dat jaar nam hij ontslag als ambtenaar waarna hij weer kort in Amsterdam ging wonen voordat hij naar Indonesië vertrok. Rond 1959 vestigde hij zich in de Verenigde Staten.